# Rumble in the Bronx
Rumble in the Bronx (紅番區; Hong faan kui en cantonés), distribuida en castellano con el nombre de Duro de matar, es una película de Hong Kong del año 1995 perteneciente al género de cine de artes marciales-acción/comedia, con un reparto encabezado por Jackie Chan y Anita Mui. Realizada en los Estados Unidos en 1996, Rumble in the Bronx fue un éxito de taquilla y supuso la entrada para Chan a la corriente principal americana. La película es puesta en acción en el área del Bronx de Nueva York, pero fue filmada en los alrededores de Vancouver.

## Sinopsis
Una organización criminal hará todo cuanto sea posible por recuperar unos diamantes de gran valor. Jackie Chan, interpretando el papel de Keung, se verá envuelto en el problema sin querer.

## Reparto
- Jackie Chan como Keung.
- Anita Mui como Elaine.
- Françoise Yip como Nancy.
- Bill Tung como Tío Bill.
- Marc Akerstream como Tony.
- Garvin Cross como Angelo.
- Morgan Lam como Danny.
- Kris Lord como White Tiger.
- Carrie Cain Sparks como Whitney.
- Yueh Hua como Realtor.
- Eddy Ko como potencial comprador del mercado.
- Emil Chau como vendedor de la heladería.
- Alex To como cliente de la heladería.
- Richard Faraci como hombre malo con cola de caballo.
- Jamie Luk como Steven Lo.

## Premios y nominaciones
- 1996: Hong Kong Film Awards
  - Ganadora: Mejor acción coreografiada (Jackie Chan, Stanley Tong)
  - Nominación: Mejor actor (Jackie Chan)
  - Nominación: Mejor actriz (Anita Mui)
  - Nominación: Mejor edición cinematográfica (Peter Cheung)
  - Nominación: Mejor New Performer (Françoise Yip)
  - Nominación: Mejor fotografía (Barbie Tang)
  - Nominación: Mejor actriz de reparto (Françoise Yip)

- 1997: Key Art Awards
  - Ganadora: Mejor Show - Audiovisual

Por el "Ben Knows" spot TV de comedia.
- 1996: MTV Movie Awards
  - Nominación: Mejor lucha o combate (Jackie Chan)